# الحرجه ابوزيد (عبس)

تعديل مصدري - تعديل

الحرجة ابوزيد هي إحدى قرى عزلة قطبة بمديرية عبس التابعة لمحافظة حجة، بلغ تعداد سكانها 1077 نسمة حسب تعداد اليمن لعام 2004.